# För en tvetydighetens moral
För en tvetydighetens moral (franska: Pour une moral de l'ambigituïté) är en filosofisk och existensialistisk essä av den franska filosofen och författaren Simone de Beauvoir, ursprungligen utgiven på bokförlaget Gallimard 1947. Den gavs ut i svensk översättning av Mats Rosengren på Bokförlaget Daidalos 1992. 
Fokus för essän är moralfrågor, och i synnerhet moraliska handlingar ur en ateistisk filosofi. Många av tankarna ligger nära Beauvoirs livskompanjon Jean-Paul Sartres, såsom de uttrycktes i den samtidigt författade men först 1983 publicerade Cahiers pour une morale.